# François Duprat
François Duprat (26 d'octubre de 1940 – 18 de març de 1978) fou un assagista i polític francès, membre fundador del Front Nacional i part del equip directiu del partit fin al seu assassinat el 1978. Duprat fou un dels ideòlegs principals en la introducció a França de la teoria de la negació d'Holocaust.

## Biografia
François Duprat va néixer el 26 d'octubre de 1940, a Ajaccio, Còrsega, i va ser educat a Baiona, Tolosa, al prestigiós Lycée Louis-le-Grand de París. Va graduar-se en història a la Sorbonne, guanyant un diploma d'estudis superiors en història el 1963.
Comunista en els seus anys adolescents, François Duprat va virar cap a la ultradreta i va esdevenir un membre de Jeune Nation i de la Federació d'Alumnat Nacionalista (FEN). Fortament oposat a independència algeriana durant la Guerra algeriana (1954–62), anys després Duprat recolzaria els estats àrab, seguint els seus criteris antisionistes. Després dels Acords d'Evian de 1962, va viatjar a Katanga, donant suport a la secessió portada per Moise Tshombe. Es va convertir en Director de Propaganda a Radio-Katanga.
Després, va tornar a França, on esdevenia un membre d'Occident, des d'on va participar en baralles de carrer contra Maoistes i altre alumnes d'esquerres. Tanmateix, va ser exclòs d'Occident el 1967, acusat de ser un informant policíac. Duprat llavors es va incorporar a Ordre Nouveau, on esdevenia l'editor de Action européenne i de la Revue d'histoire du fascisme, des d'on va començar a introduir les tesis de denegació d'Holocaust a França.
El 1972, François Duprat va cofundar el Front Nacional (FN) encapçalat per Jean-Marie Le Pen, i va formar part de la seva direcció política fins a la seva mort en 1978. Va representar la línia dura del partit, i va dirigir els Groupes nationalistes révolutionnaires, de costat d'Alain Renault.

### Escriptures revisionistes
François Duprat va veure la història com una arma política, tal com va escriure el 1976:
No hem de deixar als nostres oponents, marxistes i régimistes, el monopoli de la representació històrica d'homes, fets i idees. Perquè la història és un instrument de guerra meravellós, i seria inútil negar que una de les raons més importants dels nostres tràngols polítics resideixen en l'explotació històrica i la deformació sistemàtica de les experiències nacionalistes del passat... És amb l'objectiu de respondre aquestes necessitats... que un equip d'intel·lectuals, professors i nacionalistes hem creat la Revue d'histoire du fascisme."
Duprat va escriure un llibre sobre els moviments d'ultradreta en França des de 1940 a 1944, durant el règim col·laboracionista de Vichy. També va crear un número de magazins i revisions polítiques, incloent el Cahiers d'histoire du fascisme i el Cahiers Européens-Notre Europe, on també difonia publicacions negacionistes o que exaltaven el Tercer Reich.

### Mort
Duprat va ser assassinat el 18 de març de 1978, amb una cotxe-bomba. La seva dona Jeanine també fou ferida en l'atac, perdent l'ús de les seves cames. Duprat estava acabant un llibre titulat Argent et politique (Diners i Política) preocupant-se sobre el finançament de les organitzacions de dreta i ultradreta. Hi ha moltes teories sobre l'assassinat, però l'historiador Michel Winock que els autors del crim i els seus motius mai han estat establerts; i que la investigació policíaca al seu assassinat era inconclusiva.
Un Comando "Commemoració jueva" i un "Grup de Revolucionari jueu" immediatament van afirmar responsabilitat per l'assassinat. Els autors del crim mai van ser trobats, mentre que Jean-Pierre Bloch, director de l'organització anti-racista LICRA, va condemnar l'assassinat.
Al llibre Génération Occident: de l'extrême droite à la droite, Frédéric Charpier va al·legar que l'assassinat podria haver estat encarregat per una organització d'ultradreta rival. Va recordar que Duprat havia estat exclòs el 1967 d'Occident al·legant que era un informant policíac. Segons Roger Faligot i Pascal Krop, Duprat va ser assassinat pels seus nexes amb el govern de Síria.
Poc abans de l'assassinat, Patrice Chairoff havia publicat noms i adreces d'editorials vinculades a Duprat; un de les adreces va resultar per ser la seva residència privada. Diverses personalitats del la dreta nacionalista francesa, de la dreta monàrquica francesa van assistir al seu funeral a l'església de Sant-Nicolas-du-Chardonnet.

## Llegat
Le National li va fer un homenatge el 1978, identificant-lo com un dels líders francesos de l'escola revisionista, qui havia introduït a França el llibre polèmic de Richard Harwood, membre del Front Nacional britànic i autor del pamflet negacionista Did Six Million Really Die?
Cada any Jean-Marie Le Pen mostra els seus respectes a la tomba de Dupratal Cementiri de Montmartre. Al 30è aniversari de la seva mort, LePen el va recordar com un "màrtir de la causa de llibertat de pensament", com "un lluitador", i "un polític de cap a peus".